# Saison 2001-2002 du Football Club de Grenoble rugby
Cette page présente la saison 2001-2002 du Football club de Grenoble rugby.
Le Stade montois est champion de Pro D2 pour la saison 2001-2002 et accède au top 16 pour la saison 2002-2003 en compagnie du FC Grenoble. Les équipes du US Tours et du FCS Rumilly sont reléguées en Fédérale 1 et remplacées par les nouveaux promus : le SC Albi et le Lyon OU.
Brian Liebenberg et Vincent Clerc seront les grandes révélations de cette saison et connaîtront l'équipe de France l'année suivante mais sous le maillot du Stade français pour le premier et du Stade toulousain pour le second.

## Les matchs de la saison
Grenoble termine 2e avec 24 victoires, 1 nul et 5 défaites 

### À domicile
- Grenoble-Toulon 25-22
- Grenoble-Marmande 64-7
- Grenoble-Perigueux 50-0
- Grenoble-Aubenas 35-12
- Grenoble-Tyrosse 29-22
- Grenoble-Montpellier 36-16
- Grenoble-Brive 23-17
- Grenoble-Mont de Marsan 20-16
- Grenoble-Bayonne 30-16
- Grenoble-Tarbes 29-9
- Grenoble-Rumilly 28-9
- Grenoble-Tours 48-6
- Grenoble-Racing 50-25
- Grenoble-Aurillac 43-16
- Grenoble-Auch 21-17

### À l’extérieur
- Toulon-Grenoble 12-31
- Marmande-Grenoble 25-30
- Périgueux-Grenoble 21-30
- Aubenas-Grenoble 6-13
- Tyrosse-Grenoble 24-24
- Montpellier-Grenoble 23-10
- Brive-Grenoble 27-15
- Mont de Marsan-Grenoble 25-10
- Bayonne-Grenoble 20-18
- Tarbes-Grenoble 29-12
- Rumilly-Grenoble 12-29
- Tours-Grenoble 15-27
- Racing-Grenoble 12-30
- Aurillac-Grenoble 13-29
- Auch-Grenoble 26-43

## Classement
| Rang | Club                  | J  | V  | N | D  | Pm   | Pe  | Diff | Pts |
| ---- | --------------------- | -- | -- | - | -- | ---- | --- | ---- | --- |
| 1    | Stade montois (R)     | 30 | 25 | 1 | 4  | 939  | 563 | +376 | 81  |
| 2    | FC Grenoble (R)       | 30 | 24 | 1 | 5  | 892  | 500 | +392 | 79  |
| 3    | CA Brive (R)          | 30 | 22 | 0 | 8  | 1009 | 516 | +493 | 74  |
| 4    | Lannemezan Tarbes     | 30 | 20 | 2 | 8  | 819  | 528 | +291 | 72  |
| 5    | FC Auch (R)           | 30 | 16 | 1 | 13 | 756  | 689 | +67  | 63  |
| 6    | RC Toulon             | 30 | 15 | 2 | 13 | 729  | 640 | +89  | 62  |
| 7    | Montpellier HR        | 30 | 16 | 0 | 14 | 770  | 706 | +64  | 62  |
| 8    | Stade aurillacois (R) | 30 | 14 | 2 | 14 | 694  | 743 | -49  | 60  |
| 9    | Aviron bayonnais      | 30 | 12 | 3 | 15 | 652  | 686 | -34  | 57  |
| 10   | US Tyrosse            | 30 | 10 | 2 | 18 | 657  | 808 | -151 | 52  |
| 11   | RC Aubenas            | 30 | 11 | 0 | 19 | 571  | 770 | -199 | 52  |
| 12   | US Marmande           | 30 | 10 | 1 | 19 | 637  | 854 | -217 | 51  |
| 13   | Racing 92             | 30 | 10 | 1 | 19 | 530  | 741 | -211 | 51  |
| 14   | CA Périgueux (R)      | 30 | 9  | 3 | 18 | 541  | 864 | -323 | 51  |
| 15   | US Tours              | 30 | 9  | 1 | 20 | 559  | 795 | -236 | 49  |
| 16   | RCS Rumilly           | 30 | 6  | 2 | 22 | 471  | 823 | -352 | 44  |

|  | Champion de France de Pro D2, promu en Top 14 (no 1) |
|  | Promu en Top 14 (no 2)                               |
|  | Relégation en Fédérale 1 (no 15 et no 16)            |
|  | R : relégués 2001                                    |

Attribution des points : victoire : 3, match nul : 2, défaite : 1, forfait : 0.

## Coupe de la ligue
| Équipes (match aller-retour)    | Résultat |
| ------------------------------- | -------- |
| FC Grenoble-CS Bourgoin-Jallieu | 14-60    |
| CS Bourgoin-Jallieu-FC Grenoble | 43-10    |

## Entraîneurs
L'équipe professionnelle est encadrée par
| Nom             | Poste     | Nationalité |
| --------------- | --------- | ----------- |
| Jacques Delmas  | Principal | France      |
| Gilles Cassagne | Adjoint   | France      |

## Effectif de la saison 2001-2002
| Nom                        | Poste                  | Naissance         | Nationalité                               |
| -------------------------- | ---------------------- | ----------------- | ----------------------------------------- |
| Petru Bălan                | Pilier                 | 12 juillet 1976   | Roumanie                                  |
| Damien Minassian           | Pilier                 | 14 juin 1979      | France                                    |
| Jérôme Filitoga-Taofifénua | Pilier                 | 5 juillet 1980    | France                                    |
| Anthony Vigna              | Pilier                 | 7 juillet 1976    | France                                    |
| Michael Vukovic            | Pilier                 | 1er mars 1980     | France                                    |
| Sylvain Bégon              | Talonneur              | 19 janvier 1972   | France                                    |
| Jean-Jacques Taofifénua    | Talonneur              | 25 avril 1971     | France                                    |
| David Dussert              | Deuxième ligne         | 3 septembre 1978  | France                                    |
| Jean-Marie Fustinoni       | Deuxième ligne         | 2 janvier 1980    | France                                    |
| Adam Jackson               | Deuxième ligne         | 28 janvier 1973   | Pays de Galles                            |
| Patrick Lubungu            | Deuxième ligne         | 4 septembre 1970  | République démocratique du Congo / France |
| Julien Frier               | Troisième ligne aile   | 28 septembre 1974 | France                                    |
| Vasil Katsadze             | Troisième ligne aile   | 16 juillet 1976   | Géorgie                                   |
| Gwendal Ollivier           | Troisième ligne aile   | 27 décembre 1977  | France                                    |
| Murat Unabayev             | Troisième ligne aile   | 11 juin 1968      | Kazakhstan                                |
| Daniel Browne              | Troisième ligne centre | 16 avril 1979     | Nouvelle-Zélande                          |
| Julien Carraud             | Troisième ligne centre | 5 mai 1979        | France                                    |
| Ovidiu Tonița              | Troisième ligne centre | 6 août 1980       | Roumanie                                  |
| Johann Authier             | Demi de mêlée          | 16 décembre 1981  | France                                    |
| Antoine Nicoud             | Demi de mêlée          | 30 avril 1979     | France                                    |
| Lionel Ringeval            | Demi de mêlée          | 18 février 1977   | France                                    |
| Thomas Bonnefoy            | Demi d'ouverture       | 25 mai 1978       | France                                    |
| Pavie Jimsheladze          | Demi d'ouverture       | 8 juillet 1975    | Géorgie                                   |
| Brian Liebenberg           | Centre                 | 19 septembre 1979 | Afrique du Sud                            |
| Denis Lison                | Centre                 | 25 février 1983   | France                                    |
| Rickus Lubbe               | Centre                 | 19 mai 1976       | Afrique du Sud                            |
| Geoffroy Messina           | Centre                 | 19 mai 1982       | France                                    |
| Jean-Victor Bertrand       | Ailier                 | 12 mars 1972      | France                                    |
| Nicolas Carmona            | Ailier                 | 1er mars 1980     | France                                    |
| Vincent Clerc              | Ailier                 | 7 mai 1981        | France                                    |
| Emiliano Mulieri           | Ailier                 | 14 août 1973      | Argentine                                 |
| Franck Corrihons           | Arrière                | 7 septembre 1970  | France                                    |
| Dan Dumitru                | Arrière                | 4 octobre 1982    | Roumanie                                  |

### Équipe-Type
1. Petru Bălan  2. Jean-Jacques Taofifénua 3. Anthony Vigna 

4. Adam Jackson 5. Patrick Lubungu 

6. Julien Frier  8. Ovidiu Tonița 7. Gwendal Ollivier 

9. Antoine Nicoud 10. Brian Liebenberg 

11. Jean-Victor Bertrand 12. Geoffroy Messina 13. Rickus Lubbe 14. Vincent Clerc 

15. Franck Corrihons 